# کولن (دهانه)
کولن یک دهانه برخوردی در ماه‌ است.

## دهانه‌های اقماری
این دهانه ۶ دهانه اقماری دارد.
| Coulomb | عرض جغرافیایی | طول جغرافیایی | قطر          |
| ------- | ------------- | ------------- | ------------ |
| C       | ۵۷.۴° N       | ۱۱۰.۸° W      | ۳۴.۰ کیلومتر |
| J       | ۵۳.۱° N       | ۱۱۱.۶° W      | ۳۵.۰ کیلومتر |
| N       | ۵۰.۶° N       | ۱۱۵.۸° W      | ۳۲.۰ کیلومتر |
| P       | ۵۰.۵° N       | ۱۱۷.۴° W      | ۳۸.۰ کیلومتر |
| W       | ۵۶.۵° N       | ۱۲۰.۴° W      | ۳۴.۰ کیلومتر |
| V       | ۵۵.۶° N       | ۱۱۸.۱° W      | ۳۶.۰ کیلومتر |